# Ян Гиу
Ян Гиу (на шведски: Jan Guillou) е шведски журналист, сценарист и писател, автор на бестселъри в жанровете шпионски роман, исторически роман, политически трилър и документалистика.

## Биография и творчество
Ян Оскар Свер Люсиен Анри Гиу е роден на 17 януари 1944 г. в Сьодертеле, лен Стокхолм, Швеция, в семейството на французина от Бретан Шарл Гиу и норвежката Мариане Ботолфсен. Той придобива френско гражданство по рождение и става шведски гражданин през 1975 г. След като баща му се премества в Хелзинки, родителите му се развеждат, а той израства с майка си и втория ѝ съпруг, в Салтшьобаден и предградието Нюсбю Парк край Стокхолм.
Има трудно детство и заради поведението си е местен в различни училища. Завършва средното си образование в интерната „Солбака“ в Сьодерманланд и в интерната във Вигбюхолм през 1964 г. Учи право в продължение на 2 години.
Започва кариерата си на журналист през периода 1966 – 1967 г. в списание „FIB aktuellt“. След това става съсобственик на лявото списание „Folket i Bild/Kulturfront“, в което работи в периода 1967 – 1972 г. В него получава известността си като разследващ журналист. През 1973 г. заедно с Питър Брат, и по сведения от бившия служител Хакан Исаксон, разкриват тайната шведска разузнавателна агенция наречена „Informationsbyrån (IB)“ (Информационно бюро), която е специализирана за следене на шведските комунисти, и извършва незаконни дейности по подслушване и обиски, без съдебни заповеди и явно финансиране. Разкритията, наречени „IB-аферата“, са отречени от правителството на Улоф Палме и са потвърдени чак през 2002 г. от специална комисия. За направените разкрития тримата са арестувани и осъдени за шпионаж при закрити врата, като Гиу получава присъда от 10 месеца затвор, която изтърпява в затвора в Стокхолм. Заради репресията става герой за свободата на печата. През 1984 г. е удостоен с голямата журналистическа награда.
Гиу има леви възгледи и в края на 60-те и началото на 70-те се свързва с маоистки организации и за кратко е член на Комунистическата партия на Швеция. През октомври 2009 г. таблоидът „Expressen“ обвинява Гиу, че е бил агент на КГБ в периода 1967 – 1972 г. Публикувани са документи на Шведската служба за сигурност и интервюта с бившия полковник от КГБ Олег Гордиевски. Гиу потвърждава, че е имал контакти за събиране на информация, но не е бил агент. Впоследствие „Expressen“ се отказва от твърденията си, посочвайки ги като неправилни интерпретации.
Първата му книга „Om kriget kommer“ (Ако войната беше) е публикувана през 1971 г. и е на тема шестдневната война на Израел с арабските му съседи.
През 1981 г. издава полуавтобиографичната си книга „Ondskan“ (Зло), в която описва в лицето на героя детството и юношеството си. Впоследствие много от историите, свързвани с него, са посочени като художествена измислица. През 2003 г. романът е екранизиран в успешния едноименен филм с участието на Андреас Уилсън и Густав Скарсгард.
През 1986 г. е издаден първият му шпионски роман „Coq Rouge“ от поредицата „Карл Хамилтън“. Главният герой Карл Хамилтън е шведски военен шпионин, който е обучен за специалните военноморски сили. Заради аристократичния си произход и левите си убеждения е наречен с прякора „Coq Rouge“ (Червения петел). Героят е определян от критиката като „шведския Джеймс Бонд“. Някои от героите от поредицата се основават на реални лица. От 1989 г. книгите от поредицата са екранизирани в редица шведски филми и ТВ сериали, с участието на Питър Стормеър и Микаел Персбранд в ролята на Хамилтън.
След завършване на поредицата „Карл Хамилтън“, през 1998 г. е издаден първият му исторически роман „Пътят към Иеросалим“ от поредицата „Рицарят Тамплиер“. Главният герой Арн Магнусон става свидетел, както и катализатор за много важни исторически събития, както в родината си Швеция и в кръстоносните походи срещу Близкия изток. В четвъртия роман се проследява историята на внука на Арн Магнусон Биргер Ярл.
Ян Гиу е основател и съсобственик от 1999 г. на едно от най-големите издателства в Швеция „Piratförlaget“, заедно с Лиза Марклунд, Зиги Зигфридсон и със съпругата си.
Работи като колумнист за шведския вечерен таблоид „Aftonbladet“ като коментира вътрешно-политически и международни теми. В периода 2000 – 2004 г. е председател на Националния пресклуб.
Писателят е вторият, след Астрид Линдгрен, по печалба от романите си в Швеция.
Първо е бил женен за писателката и преводачка Марина Стаг, с която имат две деца – Дан (1970) и Ан-Лин (1972). След това се жени за издателката Ан-Мари Скарп.
Ян Гиу живее със семейството си в Стокхолм и във Флибо, Йостхамар, където пише своите книги.

## Произведения

### Самостоятелни романи
- Om kriget kommer (1971)
- Det stora avslöjandet (1974)
- Handbok för rättslösa (1975)
- Journalistik (1976)
- Irak – det nya Arabien (1977) – с Марина Стаг
- Artister. Intervjuer och porträtt (1979) – с Ян Хакан Далстрьом
- Reporter (1979, преработен през 1989)
- Ondskan (1981) – френска награда за литература
- Berättelser från det Nya Riket (1982) – с Горан Скит
- Gudarnas berg (1990) – за деца
- Häxornas försvarare (2002)

### Серия „Карл Хамилтън“ (Carl Hamilton – Coq Rouge)
1. Coq Rouge (1986)
Хамилтън: кодово название Coq Rouge, изд.: ИК „Персей“, София (2009), прев. Мариян Петров
2. Den demokratiske terroristen (1987)
Демократичният терорист, изд.: ИК „Персей“, София (2010), прев. Мариян Петров
3. I nationens intresse (1988) – награда за най-добър шведски криминален роман
В интерес на нацията, изд.: ИК „Персей“, София (2012), прев. Росица Цветанова
4. Fiendens fiende (1989)
5. Den hedervärde mördaren (1990)
6. Vendetta (1991)
Вендета: операция в Сицилия, изд.: ИК „Персей“, София (2016), прев. Неда Димова-Бренстрьом
7. Ingen mans land (1992)
8. Den enda segern (1993)
9. I hennes majestäts tjänst (1994)
10. En medborgare höjd över varje misstanke (1995)
11. Madame Terror (2006)
12. Men inte om det gäller din dotter (2008)

### Серия „Рицарят тамплиер – Арн Магнусон“ (Arn Magnusson)
1. Vägen till Jerusalem (1998)
Пътят към Йерусалим, изд.: ИК „Персей“, София (2008), прев. Ростислав Петров
2. Tempelriddaren (1999)
Рицар на храма, изд.: ИК „Персей“, София (2009), прев. Гергана Панкова
3. Riket vid vägens slut (2000)
Кралство в края на пътя, изд.: ИК „Персей“, София (2009), прев. Румен Руменов
4. Arvet efter Arn (2001)
Наследството на Арн, изд.: ИК „Персей“, София (2010), прев. Росица Цветанова

### Серия „Ева Юнсен-Танги“ (Eva Johnsén-Tanguy)
1. Tjuvarnas marknad (2004)
2. Fienden inom oss (2007)
3. Men inte om det gäller din dotter (2008) – част и от серията „Карл Хамилтън“

### Серия „Великият век“ (Det stora århundradet)
1. Brobyggarna (2011)
2. Dandy (2012)
3. Mellan rött och svart (2013)
4. Att inte vilja se (2014)

### Екранизации
- 1981 Genombrottet – ТВ филм
- 1984 Vargen – ТВ филм
- 1988 Private War – сюжет
- 1989 Täcknamn Coq Rouge – по романа „Хамилтън: кодово название Coq Rouge“
- 1989 Förhöret – ТВ филм
- 1990-1991 Fiendens fiende – ТВ минисериал, сюжет 8 епизода
- 1992 Kvällspressen – ТВ минисериал, сюжет 5 епизода
- 1992 Den demokratiske terroristen – по романа
- 1994 Den vite riddaren – ТВ минисериал, сюжет 4 епизода
- 1995 Vendetta – по романа
- 1995 Tribunal – ТВ филм
- 1998 Хамилтън, Hamilton – по романите „Ingen mans land“ и „Den enda segern“
- 1996 – 1999 Anna Holt – полицейски ТВ сериал, сюжет 15 епизода
- 2001 Hamilton – ТВ минисериал, по романите „Ingen mans land“ и „Den enda segern“
- 2003 Talismanen – ТВ минисериал, сюжет 7 епизода
- 2003 Зло, Ondskan – по романа
- 2004 Arns rike – ТВ минисериал, сюжет 5 епизода
- 2007 Арн – Рицарят тамплиер, Arn: Tempelriddaren – по романа „Пътят към Йерусалим“ и „Рицар на храма“
- 2008 Арн – Кралство в края на пътя, Arn: Riket vid vägens slut – по романа „Кралство в края на пътя“
- 2010 Arn – ТВ минисериал, по романите
- 2012 Hamilton: I nationens intresse – по романа „В интерес на нацията“
- 2012 Hamilton: Men inte om det gäller din dotter – по романа
- 2016 Hamilton 3: I hennes majestäts tjänst – по романа